# Ján Francisci
Ján Francisci (* 14. června 1691 Banská Bystrica – 27. dubna 1758 Banská Bystrica) byl slovenský varhaník a hudební skladatel.

## Životopis
Studoval na gymnáziu v Banské Bystrici, kde byl mimo jiné žákem významného slovenského polyhistora, encyklopedisty, filozofa a spisovatele Mateje Bely z Očovej. V hudbě byl jeho učitelem hlavně otec Juraj Francisci a místní varhaníci M. Thomasi a J. Karchut. V hudební teorii se vzdělával sám, převážně studiem spisů Johanna Matthesona. S Matthesonem si i dopisoval.
Po absolvování školy působil v letech 1709–1721 v Banské Bystrici jako učitel a regenschori evangelické církve. V roce 1922 vycestoval do Evropy. Ve Vídni se spřátelil se skladateli Johannem Josephem Fuxem a Georgem Reutterem. V roce 1725 slyšel v Lipsku hrát Johanna Sebastiana Bacha.
Na pozvání rektora bratislavského evangelického gymnázia, svého bývalého učitele, Mateje Bela, přijal v roce 1733 místo ředitele kůru v Bratislavě. V Bratislavě však nebyl spokojen a proto se v roce 1735 vrátil do Banské Bystrice. Tam pak působil jako varhaník evangelického kostel až do své smrti v roce 1758.

## Dílo
V opisech se zachovalo pouze několik jeho skladeb pro varhany a cembalo. Nejvíce v rukopisném sborníku bratislavského varhaníka J. A. Schantracha. Je známa árie komponovaná ke příležitosti rozloučení Mateje Bely s Banskou Bystricí, která je však ztracena. Napsal rovněž spis Introductio in Generalem Bassum (Úvod do generálního basu).